# Doryrhamphus pessuliferus
Doryrhamphus pessuliferus är en fiskart som först beskrevs av Fowler 1938.  Doryrhamphus pessuliferus ingår i släktet Doryrhamphus och familjen kantnålsfiskar. Inga underarter finns listade i Catalogue of Life.